# Eumyias
Eumyias (česky lejsek) je rod ptáků z čeledi lejskovitých. Do rodu patří 11 druhů. Pět z nich bylo dříve řazeno do rodu Cyornis, počet druhů v rodu Eumyias tak může v některých zdrojích činit pouze 5 či 6. Oficiální stránky Mezinárodní ornitologické unie tuto klasifikační změnu z ledna 2023 však dokládají.

## Druhy
- Eumyias hyacinthinus – Dříve řazen do rodu Cyornis.
- Eumyias hoevelli – Dříve řazen do rodu Cyornis.
- Eumyias sanfordi – Dříve řazen do rodu Cyornis.
- Eumyias oscillans – Dříve řazen do rodu Cyornis.
- Eumyias stresemanni – Dříve řazen do rodu Cyornis.
- Eumyias sordidus
- Eumyias thalassinus – Lejsek bleděmodrý
- Eumyias panayensis
- Eumyias albicaudatus
- Eumyias indigo
- Eumyias additus